# Fahad Al-Mirdasi
Fahad Al-Mirdasi (né le 16 août 1985) est un arbitre de football saoudien qui a été arbitre international de la FIFA de 2011 à 2018, date à laquelle il a été suspendu en raison de son implication dans une affaire de corruption,.

## Carrière
Al-Mirdasi était l'un des arbitres de la coupe d'Asie des nations de football 2015 de l'AFC. Il a également officié quatre matchs à la coupe du monde de football des moins de 20 ans en 2015 de la FIFA 2015, dont le match de la finale entre le Brésil et la Serbie.
L'année suivante, Al-Mirdasi a arbitré le match entre la Suède et la Colombie dans le tour préliminaire au tournoi de football masculin aux Jeux olympiques d'été de 2016.
En 2017, Al-Mirdasi a officié le match entre le Mexique et la Russie en phase éliminatoire, ainsi que le match pour la troisième place entre le Portugal et le Mexique à la Coupe des Confédérations.
En 2018, la FIFA choisi Al-Mirdasi pour officier durant la coupe du monde, mais celui-ci est exclu le 30 mai 2018, avec ses assistants, en raison de sa suspension à vie par la Fédération d'Arabie saoudite de football (SAFF) pour une affaire de matchs truqués et de tentative de corruption en finale de la coupe du Roi d'Arabie saoudite,,.